# 高崎森永
高崎森永株式会社（たかさきもりなが、TAKASAKI MORINAGA Co., Ltd.）は、群馬県高崎市に本社を置く日本の菓子メーカー。森永製菓の100%子会社。

## 概要
2007年、森永製菓は将来的な製造工場の集約などを柱とした新たな生産体制の構築を発表。その一環として、キリンホールディングスが保有していたキリンビール高崎工場跡地を取得した上で、新工場を建設する事を発表した。森永製菓とキリンホールディングスは「高崎市には関越自動車道などが通っており、物流効率が向上する」などと立地に至った経緯を説明した。
2009年10月20日、森永製菓は高崎新工場を2010年4月に着工し、2011年4月に稼働を開始させることを発表。2011年4月1日に高崎新工場の運営を行う新会社として当社が設立された。
2011年8月、「マリー」や「ムーンライト」などのビスケットの製造を行う高崎第一工場の稼働を開始。2013年8月には高崎第二工場の稼働を開始し、閉鎖した森永製菓塚口工場から「ハイチュウ」シリーズの一部と「カレ・ド・ショコラ」の生産が移管された。また2020年4月には、閉鎖した森永甲府フーズから「ハイチュウミニ」の一部の製造移管を受けた。2021年4月にはアイスクリームの製造ラインを備えた高崎第三工場の稼働を開始する予定で、「DARS」「チョコモナカジャンボ」「板チョコアイス」などの製造が移管される予定である。

## 沿革
- 2011年
  - 4月1日 - 設立。
  - 8月 - 高崎第一工場の稼働を開始。
- 2013年8月 - 高崎第二工場の稼働を開始。
- 2020年4月 - 森永甲府フーズから「ハイチュウミニ」一部製品の製造を移管。
- 2021年10月 - 高崎第三工場が稼働開始。

## 製造している製品

### チョコレート
- カレ・ド・ショコラシリーズ[11]

### ビスケット
- マリー
- チョイス
- ムーンライト
- チョコチップクッキー

### キャンディ
- ハイチュウシリーズ - 一部は森永製菓鶴見工場で製造